# Cantões da França
Na França, um cantão (em francês canton) é uma subdivisão administrativa dos arrondissements e departamentos. Os cantões franceses normalmente reagrupam diversas comunas. Há 4.039 cantões franceses entre 341 arrondisemments e 100 departamentos. 

## Papel e governo
O papel do cantão é essencialmente prover uma estrutura para as eleições regionais. Cada cantão elege uma pessoa para representá-lo junto ao conselho geral do departamento, que é a principal divisão administrativa francesa.
Em zonas urbanas, uma única comuna geralmente inclui vários cantões. Reciprocamente, em zonas rurais, um cantão pode incluir diversas pequenas comunas. Neste último caso, os serviços administrativos, como os quartéis de gendarmerie ficam situados na principal localidade (chef-lieu) do cantão. Há algumas exceções como Canton de Gaillon-Campagne e Canton de Sarreguemines-Campagne, que possuem uma "localidade-chefe" em comum que não pertence a nenhum dos cantões.
Para efeitos estatísticos (INSEE), os vinte arrondissements de Paris são algumas vezes considerados como cantões, embora não tenham as funções eleitorais de um cantão.
Cantões também formam distritos legais, como sedes dos tribunais de primeira instância

## História
Os cantões foram criados em 1790 ao mesmo tempo dos departamentos pelo governo revolucionário. No momento da criação eles eram mais numerosos que hoje (entre 40 e 60 para cada departamento). Foram inicialmente agrupados em distritos. Depois da abolição dos distritos em 1800, eles foram reorganizados em arrondissements. O número de cantões foi drasticamente reduzido por lei em 28 de janeiro de 1801. Desde então, alguns cantões de população reduzida foram extintos enquanto que outros foram criados.